# Robin Lane Fox

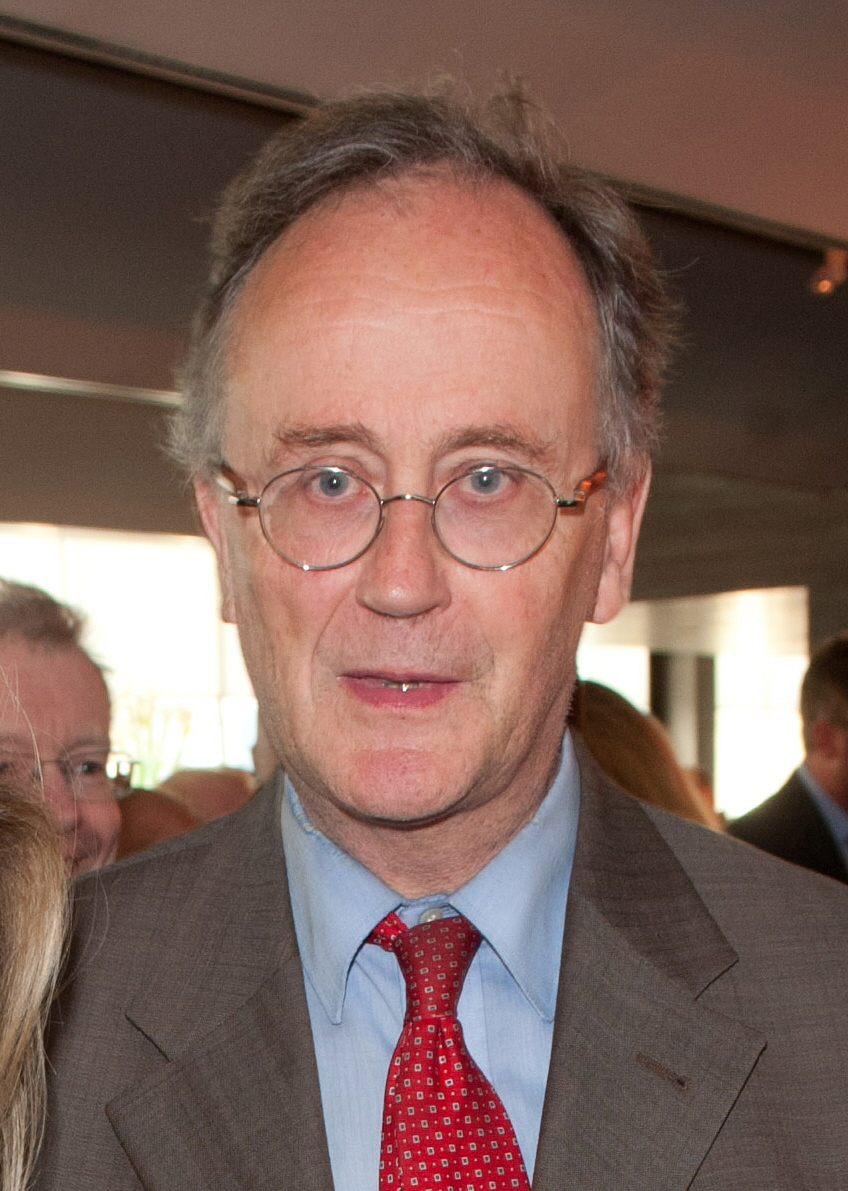
Robin Lane Fox (2013)

Robin Lane Fox (* 5. Oktober 1946) ist ein britischer Althistoriker und Gärtner.

## Leben
Robin Lane Fox besuchte das Eton College, mit 18 machte er ein Praktikum im Alpinum des Münchner Botanischen Gartens und studierte danach am Magdalen College (Oxford), wo er den Magisterabschluss machte. Er war von 1977 bis 2012 Fellow und Tutor am New College, von 1990 bis 2014 Reader in Alter Geschichte an der University of Oxford und Extraordinary Lecturer am New College und Exeter College.
Fox hat zahlreiche Aufsätze und Monographien zu althistorischen Themen verfasst. Zu seinen bekanntesten Büchern zählen Alexander the Great (1973, überarbeitete dt. Übersetzung: Alexander der Große, Stuttgart 2004), Pagans and Christians (1986, Neudruck 2006) sowie The Classical World: An Epic History from Homer to Hadrian (2005). 2004 gab er außerdem einen akademischen Sammelband zu Xenophons Anabasis heraus (The Long March: Xenophon and the Ten Thousand).
Seine umfassende Alexanderbiographie gilt als stilistisch hervorragend, wurde insgesamt sehr positiv aufgenommen und mehrfach ausgezeichnet. Lane Fox wurde allerdings scharf von Ernst Badian kritisiert, der Alexander deutlich negativer bewertet.

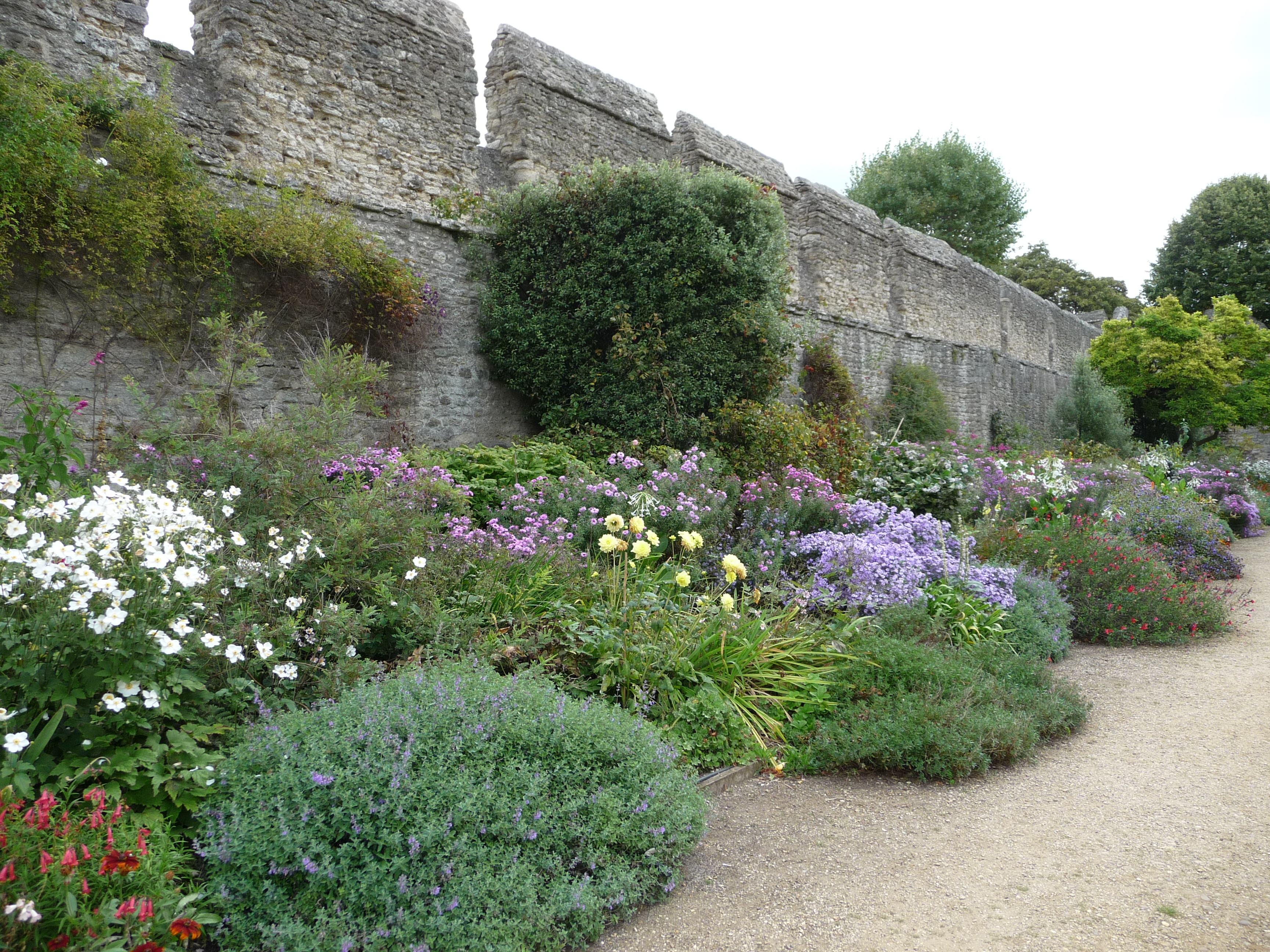
Garten des New College, Oxford

Fox ist Gärtner und als „Garden Master“ für die Gartenanlagen des New College zuständig. Er beschreibt Gärtnern und Alte Geschichte als seine zwei Hauptarbeitsgebiete. Fox schreibt eine Kolumne in der Zeitung Financial Times über Gartengestaltung. Er wurde wiederholt für sexistische und homophobe Äußerungen kritisiert. In seiner Freizeit widmet er sich der Fuchsjagd und der Reiterei.

## Populärkultur
für den Film Alexander war Lane Fox Berater von Oliver Stone. Er wirkte auch als Statist in den Aufnahmen der Schlacht am Hydaspes gegen König Poros mit.

## Familie
Seine Tochter Martha Lane Fox (Baroness Lane-Fox of Soho) ist die Mitbegründerin von Lastminute.com.

## Ehrungen
Robin Lane Fox gilt als einer der bedeutendsten lebenden britischen Althistoriker; er wurde mehrfach für seine Werke ausgezeichnet.
- Für seine Alexanderbiographie aus dem Jahr 1973 erhielt er den James Tait Black Award,[11] den Duff Cooper Prize[12] und den W. H. Heinemann Award.[13]
- Für sein Werk The Classical World wurde ihm 2006 der Runciman Award verliehen.[14]
- Für Augustine: Conversions and Confessions wurde er 2016 mit dem Wolfson History Prize geehrt.

## Publikationen (Auswahl)
- Pagans and Christians in the Mediterranean World from the Second Century AD to the Conversion of Constantine. Neuausg. Penguin Books, London 2006, ISBN 978-0-14-102295-6 (Nachdr. d. Ausg. London 1986).
- Better Gardening. David R. Godine Publishers, London 1986, ISBN 978-0-87923-611-3.
- Variations on a Garden. R & L, Oxford 1986, ISBN 0951139207.
- Die Suche nach Alexander („The Search for Alexander“). Westermann Verlag, Braunschweig 1990, ISBN 3-07-509214-2.
- Die Geheimnisse der Bibel richtig entschlüsselt. Legende und Wahrheit in der Bibel („The Unauthorized Version. Truth and Fiction in the Bible“). Bechtermünz Verlag, Augsburg 2000, ISBN 978-3-8289-4856-3.
- The Making of „Alexander“. The Official Guide to the Epic Film „Alexander“. O & L Publ., London 2004, ISBN 978-0-9511392-1-9.
- The long march. Xenophon and the ten Thousand. University Press, New Haven, Conn. 2004, ISBN 0-300-10403-0.
- Alexander der Große. Eroberer der Welt („Alexander the Great“). 4. Auflage, Klett-Cotta, Stuttgart 2005, ISBN 978-3-608-94078-7.
- Travelling Heroes. Greeks and Their Myths in the Epic Age of Homer. Allen Lane, London 2008, ISBN 978-0-7139-9980-8 (deutsche Ausgabe: Reisende Helden. Klett-Cotta, Stuttgart 2011, ISBN 978-3-608-94696-3.)
- Die klassische Welt. Eine Weltgeschichte von Homer bis Hadrian („The Classical World. An Epic History from Homer to Hadrian“). Klett-Cotta, Stuttgart 2010, ISBN 978-3-608-94467-9.
- Thoughtful gardening, great plants, great gardens, great gardeners. Particular Books, London 2010.
  - Der englische Gärtner. Leben und Arbeiten im Garten. Aus dem Englischen von Susanne Held. Klett-Cotta, Stuttgart 2018, ISBN 978-3-608-96220-8.
- Augustine: Conversions and Confessions. Allen Lane, London 2015.
  - übersetzt von K. Schuler und H. Schlatterer: Augustinus. Bekenntnisse und Bekehrungen. Leben eines antiken Menschen. Klett-Cotta, Stuttgart 2017, ISBN 978-3-608-98115-5.
- Die Entdeckung der Medizin. Eine Kulturgeschichte von Homer bis Hippokrates. Aus dem Englischen von Susanne Held. Klett-Cotta, Stuttgart 2021, ISBN 978-3-608-96479-0.